# Alberto Sironi (calciatore)
Alberto Sironi (Giussano, 16 novembre 1943 – 6 luglio 2023) è stato un calciatore italiano, di ruolo centrocampista.

## Carriera
Ha giocato 5 partite nella Serie A 1968-1969 con la maglia dell'Atalanta, dopo aver giocato sette campionati di Serie B e Serie C nel Como. Anche con la Cremonese ha disputato sette stagioni: le prime sei in Serie C, ottenendo la promozione nel 1976-77, l'ultima stagione nel 1977-78 in Serie B con 32 presenze. In tutto ha giocato con i grigiorossi 250 partite e realizzato 12 reti.

## Palmarès

### Club

#### Competizioni nazionali
- Serie C: 2

Como: 1967-1968
Cremonese: 1976-1977